# Новые правые (учение)
Новые правые (фр. Nouvelle Droite, англ. New Right) ― направление политической мысли, которое появилось во Франции в конце 1960-х годов. Ключевыми его чертами являются антилиберализм, антиглобализм, критика бесконтрольной иммиграции и практики «плавильного котла» наций, а также призывы к новому возрождению европейской культуры. 
Также данный термин употребляется по отношению к ряду политических течений и партий правого толка.
История новых правых берет своё начало с учреждения в Ницце в 1968 году «Группы по изучению и исследованию европейской цивилизации» (фр. Groupement de recherche et d'études pour la civilisation européenne, GRECE), основным деятелем которой был французский философ Ален де Бенуа. Де Бенуа и другие члены группы имели большой опыт участия в правых движениях и находились под влиянием идей более старых правых течений, и в первую очередь ― течения консервативных революционеров. Новые правые также вдохновлялись многими аспектами политической тактики, выработанной новыми левыми и некоторыми другими марксистами. В частности, они восприняли идеи итальянского марксиста Антонио Грамши, и по этой причине иногда называют себя «грамшисты справа». Идеология новых правых достигла большого признания в 1970-е годы, хотя позднее их популярность снизилась. Представители движения стали членами ряда политических партий, особенно сильно повлияв на программу Национального фронта во Франции.
Новые правые выступают против мультикультурализма и смешения различных культур в одном обществе. Также они выступают против либеральной демократии и капитализма, предлагая вместо них то, что они называют «органической демократией», которая могла бы противостоять контролю общества со стороны кругов олигархии. Новые правые призывают к возрождению европейской культуры и идентичности через «археофутуризм» или консервативную революцию (но не реакцию).

## История
После окончания Второй мировой войны и краха режима Виши многие крайние правые во Франции были вынуждены перейти в подполье. Тем не менее уже в середине 1950-х многие активисты вернулись в общественную жизнь и начали принимать участие в выборах. В основном они присоединялись к движению пужадизма. В течение следующих двух десятилетий представители ультраправых движений сплотились вокруг защиты дела сохранения французской колониальной империи, которую потрясали национально-освободительные движения в Индокитае и Алжире. В это время многие правые приняли участие в формировании нескольких вооружённых группировок, самыми известными из которых были Секретная вооружённая организация (Organisation armée secrète, OAS) и Революционная армия (Armée Révolutionnaire, AR). Вместе с тем многие ультраправые интеллектуалы решили пойти другим путём и попытаться сформулировать свои идеи таким образом, который был бы более приемлем для широких кругов общественности. С этой целью и была учреждена «Группа изучения и исследования европейской цивилизации» (GRECE). Таким образом, идеология новых правых зародилась незадолго до начала событий мая 1968 года во Франции.

### Учреждение GRECE: 1968―1974
Группа GRECE была основана в Ницце в январе 1968 года. Изначально в неё входили сорок человек. Наиболее известными её фигурами были Ален де Бенуа, Пьер Виаль, Жан-Клод Валла, Доминик Веннер, Жак Бруя и Жан-Жак Морро. По утверждениям политолога Тамира Бар-Он, «интеллектуальная эволюции членов GRECE и ведущих интеллектуалов движения новых правых, в целом, несомненно, происходила в обстановке революционных настроений со стороны правых». GRECE рассматривалась как «логическая альтернатива» для «молодых французских боевиков-националистов», к которой они могли бы присоединиться, учитывая роспуск в 1958 году Jeune Nation, крах OAS в 1962 году, а также поражение Rassemblement Européen de la Liberté на парламентских выборах 1967 года. Будучи радикальными националистами и антикоммунистами, они начали выступать в защиту традиционной культуры западного общества. Некоторые из них также выдвигали теории расизма и евгеники. Также они выступали против миграции небелых народов из бывших французских колоний во Францию, и это впоследствии подвело их к принятию антиколониальных и антиимпериалистических воззрений.

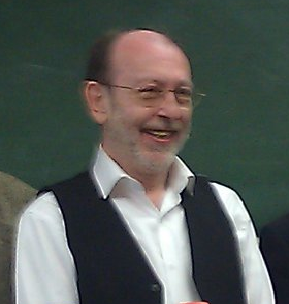
Ален де Бенуа, один из ведущих мыслителей движения новых правых

«Неоспоримым лидером» и «наиболее авторитетным представителем» новых правых стал Ален де Бенуа. В молодости философ был членом ультра-националистической Федерацией студентов-националистов (Fédération des étudiants nationalistes) и был редактором журнала «Европа ― действие» (Europe-Action). Обе организации, как отмечали исследователи, выражали идеи новых правых в их «зачаточной форме». GRECE унаследовала ряд ключевых тем и вопросов, затронутых в журнале «Европейское действие»: это «антихристианская позиция, выраженной элитарности, идея объединения Европы, отход от биологического к культурному акценту "различий" между народами, а также сложные инверсии традиционных терминов, как то расизм и антирасизм». Де Бенуа также находился под влиянием представителей консервативно-революционного движения в межвоенной Германии: Эрнста Юнгера, Артур Мёллера Ван ден Брука и Освальда Шпенглера. В 1970-е новые правые способствовали возрождению общественного интереса к этим консервативным революционерам.
Для членов GRECE была написана инструкция, которая призывала их отказаться от использования «устаревшего языка», который мог бы породнить группу со старыми объединениями фашистов. В ней также говорилось о необходимости заводить знакомства с влиятельными лицами Франции и Европы в целом, чтобы лучше подготовить почву для своих целей. GRECE не была однородной школой политической мысли, а её представители придерживались разных, порой противоречивых точек зрения. Новые правые усвоили опыт участников волнений 1968 года и движения новых левых, приняв идею о том, что продвижение в обществе определённой культурной повестки является предпосылкой для политических перемен. Де Бенуа отмечал, что хотя французские левые не получали успехов на выборах со времён конца Второй мировой войны, их идеи получили значительный вес во французском обществе, особенно в среде интеллигенции. Поэтому новые правые стремились изменить ценностную ориентацию французского общества путём смещения господствующей идеологии без каких-либо побед на выборах.
GRECE за время своего существования провела множество семинаров и коллоквиумов. Также члены группы начали издавать полу-академические публикации, посредством которых могли продвигать свои взгляды. Их журнал «Новая школа» (Nouvelle Ecole), изначально распространяемый среди членов группы участников, с 1969 года начал издаваться для широкой аудитории. В течение 1975 и 1976 годах группа выпускала свои бюллетени, которые предназначались для распространения в медицинских, образовательных и военных кругах. В 1976 году GRECE учредила своё собственное издательство под названием «Коперник».

### Рост популярности и появление оппозиции: 1975―1979
Термин «новые правые» изначально не был самоназванием. Впервые данный термин был употреблён в серии статей о GRECE, написанных Жильбером Комтом и опубликованных в газете Le Monde в марте 1978 года, которые получили название «Новые правые?» («Une nouvelle droite?»). В те годы прилагательное «новый» часто употреблялось по отношению к явления французской интеллектуальной и культурной жизни: это были «новые философы» (nouveaux philosophes), «новые историки» (nouveaux historiens), «новые экономисты» (nouveaux économistes), а также «новая кухня» (nouvelle cuisine).
К концу 1970-х годов новые правые полностью усвоили сопутствующий дух времени и достигли своего расцвета и пика популярности в СМИ. В эти годы интеллектуалы из новых правых публиковали статьи в ведущем издании Франции, журнале Le Figaro. В 1978 году работа де Бенуа «Взгляд справа» (Vu de droite) получила премию от Французской академии. Рост популярности новых правых вызвал опасения со стороны многих либеральных и левых интеллектуалов во Франции, которые считали новых правых расистским, фашистским и вишистским движением, которое также стремилось подорвать устои либеральной демократии, идей эгалитаризма и наследия французской революции 1789 года в целом. Кампания, призывающая к травле членов движения была развёрнута в Le Monde, L’Obs, L'Express и La Croix, в результате чего Le Figaro также должен был отказаться от покровительства движению. Представители движения впоследствии утверждали, что преследования были сродни тем, что происходили во времена маккартизма в США. Оказавшись лишены популярной платформы, новые правые ускорили свою эволюцию от биологического расизма и окончательно пришли к идее о том, что разные этно-культурные группы должны проживать отдельно во имя сохранения исторических и культурных различий.
Члены GRECE ― Жан-Ив Ле Галло, Иван Бло и Анри де Лесквен в 1974 году учредили объединение под названием «Клуб часов», которое должно было стать аналитическим центром и ещё одной платформой для продвижения идей новых правых. Все трое были недовольны долгосрочной стратегией GRECE, направленной на борьбу в сфере метаполитики, и стремились ускорить изменения во французском обществе. Члены Клуба присоединялись к таким политическим партиям, как Объединение в поддержку Республики (RFR) и Союз за французскую демократию (UDF). К концу 1970-х Клуб значительно отошёл от идейного направления GRECE: его представители стали выступать за неолиберализм в экономике, а также признали католицизм в качестве фундаментальной основы французской национальной идентичности, что также противоречило антихристианскому уклону GRECE.

### Политическое влияние: 1980―настоящий день
В начале 1980-х годов ряд интеллектуалов, связанных с движением новых правых — Жан Одри, Жан Варенн, Пьер Виаль, Жан-Клод Барде и Пьер де Мёз выступили в поддержку политической партии Национальный фронт, которая в то время переживала рост популярности. Её руководителем в то время был Жан-Мари Ле Пен. Партия испытала идейное влияние новых правых, и в частности усвоила тезис о необходимости существования этно-культурных различий. Члены «Клуба», в свою очередь, призывали руководство Объединения в поддержку Республики (RFR) и Союза за французскую демократию (UDF) объединить свои силы с Национальным фронтом, чтобы вместе выступить против социалистического правительства Франсуа Миттерана, хотя их планы так и не были воплощены в жизнь. В 1994 году в политбюро НФ состояли четверо представителей от новых правых: таким образом они стали второй по своему влиянию фракцией внутри партии. Внутри НФ в то время имели место трения между сторонниками новых правых и другими группами, в первую очередь ― между верующими католиками, для которых были неприемлемы симпатии к язычеству со стороны первых. Помимо этого также существовали разногласия между новыми правыми из НФ и новыми правыми за пределами партии, в частности, тем крылом движения, который представлял де Бенуа. Философ открыто критиковал партию Ле Пена, осуждая его популизм, который находился в противоречии с приверженностью GRECE к элитизму. Также де Бенуа выступал против того, чтобы рассматривать иммигрантов в качестве козлов отпущения, виновных в проблемах французов, каковыми их видели члены НФ. И тем не менее он признавал, что два объединения имеют схожую точку зрения по многим вопросам.
В 1993 году группа из 40 французских интеллектуалов подписала «Призыв к бдительности», который был опубликован в Le Monde. В нём они предупреждали о «возрождении антидемократических ультраправых течений в интеллектуальной жизни Франции и Европы» и призывали к бойкоту лиц, связанным с движением новых правых. В 1994 году воззвание было опубликовано вновь, и в этот раз его уже подписали 1500 общественных деятелей со всей Европы.
С GRECE за всё время её существования успели поработать Артур Кёстлер, Ганс Юрген Айзенк, Конрад Лоренц, Мирча Элиаде, Раймон Абеллио, Тьерри Мольнер, Энтони Бёрджесс и Жан Парвулеско.

## Идеология

### Влияние фашизма и левых идеологий
Новые правые занимают крайнюю правую нишу политического спектра.
Ряд либеральных и левых критиков называют данное движение «фашистским». Политолог Роджер Гриффин соглашается с данным утверждением, утверждая, что новые правые разделяют в своей идеологии то, что сам он рассматривает как два важнейших аспекта фашизма: популистский ультра-национализм и призыв к национальному возрождению. Политолог Том Маккаллох также считает, что движение новых правых имело «отчётливый характер возродителей фашизма», отчасти оттого, что те испытывали большое влияние своих правых предшественников ― немецких консервативных революционеров и французских фашистов, таких как Робер Бразийак, Жорж Валуа, Пьер Дриё ла Рошель и Тьерри Мольнер. Маккалох также отмечает схожесть идей новых правых с фашизмом в части их стремления к сохранению этнически и культурно однородных обществ европейских народов, враждебностью к эгалитаризму и универсализму современности и призывов культурному возрождению. При этом сами новые правые отвергают навешиваемые на них ярлыки «фашистов» и «ультраправых». Сам де Бенуа также был назван неофашистом. Однако сам философ отвергал эти заявления, утверждая, что его специально пытаются опорочить его критики «с единственной целью делегитимизации или дискредитации» его идей. Новые правые обычно стараются подчёркивать, что их критика капитализма и либеральной демократии отличается от той критики, которая ранее имело место со стороны идеологов нацизма, фашизма и старых ультраправых мыслителей.
Новые правые также отличаются и от традиционных правых, придерживаясь антикапиталистических, антизападных, антинационалистических позиций, выступая в поддержку народов третьего мира, за федерализм европейских наций, а также солидаризуясь с экологическими движениями. Всё это сближает новых правых с позициями, которые традиционно поддерживаются левыми. Такое смешение традиционно левых и правых идей осложняет определение идеологической позиции движения, создавая путаницу для исследователей, а также различного рода интеллектуалов и политических активистов. Сами новые правые по этому поводу заявляют, что они находятся выше левых и правых. Подобное сочетание традиционных правых и левых идей в течение долгого времени было признано исследователями в качестве одной из черт фашизма. Де Бенуа утверждал, что его движение «имеет определённое количество черт левых и определённое количество черт правых идеологий». Он также выразил мнение о том, что традиционное разделение на левых и правых «потеряло какое-либо оперативное значение для анализа сферы идеологического или политического дискурса», поскольку «новых водоразделы, которые возникли в последние несколько десятилетий ныне не совпадают со старыми понятиями о разделении левых и правых».

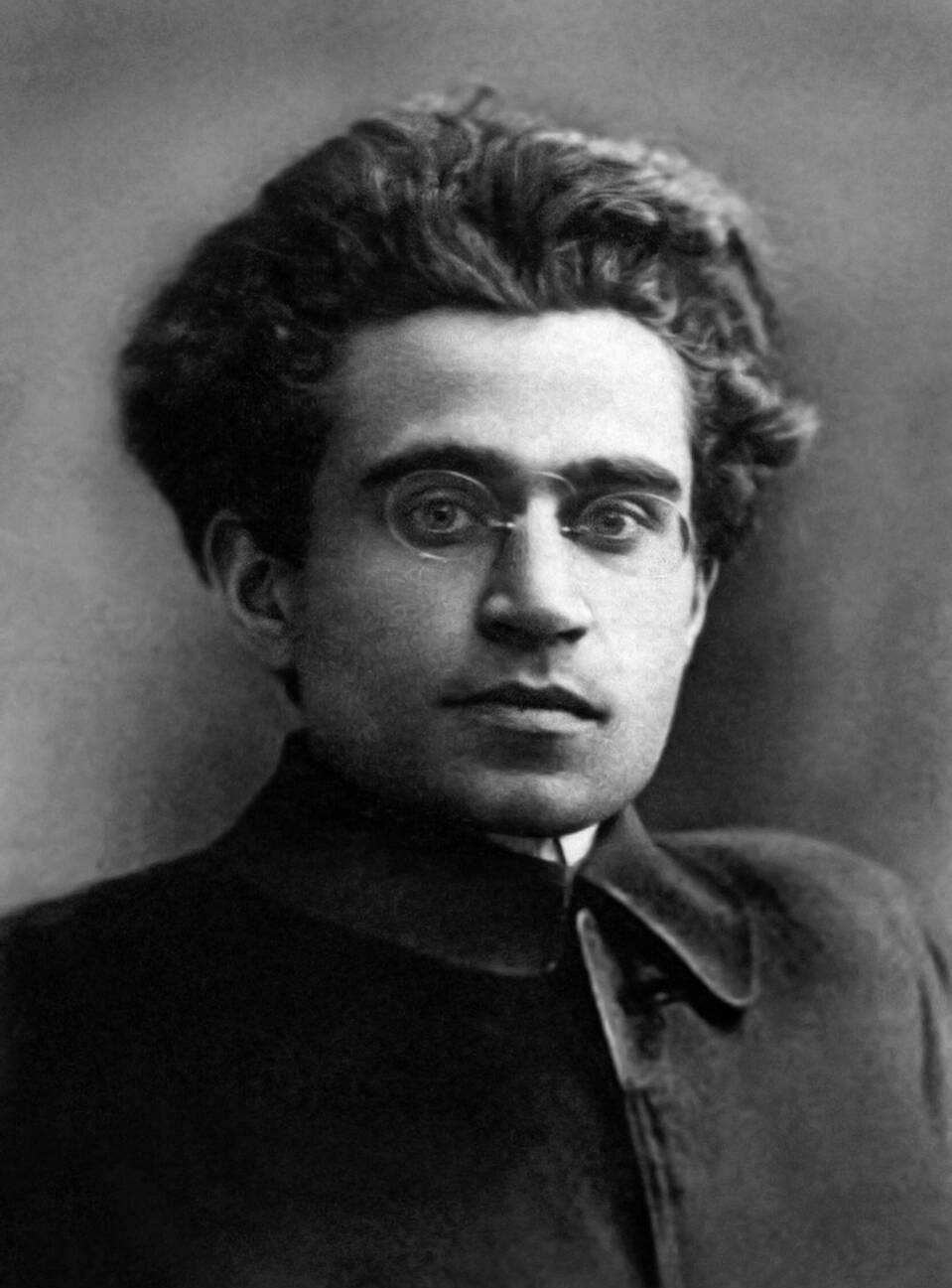
Новые правые находились под влиянием таких марксистских мыслителей, как Антонио Грамши

Политолог Альберто Спекторовский поддерживает мнение о том, что новые правые «действительно серьёзно отклонились от идейной линии старых правых с их национализмом и расизмом, и пришли к левым идеям регионализма и этноплюрализма». Критики движения часто называют его правым по своей сущности; данное утверждение поддерживает и политолог Тамир Бар-Он, который выразил мнение о том, что «идеологи новых правых никогда полностью не уходили от своих изначальных право-революционных корней». Он также утверждал, что движение используют левые идеи только в рамках своей программы «стратегии выживания», также отметив, что этот факт представляет из себя «хитроумную попытку возрождения некоторых идеалов правых революционеров». Роджер Гриффин считает, что утверждения новых правых о том, что они преодолели раздел между левыми и правыми представляют собой «впечатляющий трюк, призванный замаскировать их ультраправую сущность».
Новые правые позаимствовали многие идеи новых левых, и в частности ― Антонио Грамши. Поэтому иногда они называют себя «грамшисты справа». Среди прочих новых левых, которые повлияли на идейное развитие новых правых, также выделяют мыслителей Франкфуртской школы, таких как Теодор Адорно и Макс Хоркхаймер, а также ряда неомарксистов, как то Герберт Маркузе и Луи Альтюссер. Некоторые новые правые также иногда говорят о том, что на них оказали влияние ряд левых деятелей: так, бывший генеральный секретарь GRECE Пьер Виаль говорил, что он восхищается личностью Че Гевары, а также бойцами итальянских Красных бригад и немецкой Фракцией Красной Армии, которые сражались и умирали в своей борьбе с режимом либеральной демократии. Во время выборов в Европейский парламент во Франции в 1984 году де Бенуа заявил о своём намерении голосовать за Французскую коммунистическую партию, которая, по мнению философа, выступала на тот момент в качестве единственной антикапиталистической, антилиберальной и антиамериканской политической силы. В 1997 году де Бенуа отзывался о Зелёных как о единственной партии в стране, которая противостояла материалистическим ценностям Запада.
Также большое влияние на философию новых правых оказал итальянский мыслитель Юлиус Эвола.
В целом, по утверждениям некоторых исследователей, в GRECE входили различные «европейские империалисты», традиционалисты, находившиеся под влиянием Юлиуса Эволы и Рене Генона, коммунитаристы, постмодернисты; ностальгирующие по временам фёлькише; неоязычники, с враждой относящиеся к христианству и иудаизму». Однако несмотря на столь сильный разброс течений внутри движения, всех новых правых объединяли по меньшей мере две вещи: стремление к защите коллективной идентичности (любого рода) и неприятие эгалитаризма.

### Стратегия новых правых. Метаполитика
GRECE выдвинула идею о медленном культурном преобразовании общества посредством использования определённой риторики и продвижения соответствующих идей в надежде на достижение культурной гегемонии, которая позволила бы, в свою очередь, получить политическую власть. Так, Пьер Виаль говорил: «GRECE не занимается политикой. Её деятельность лежит в другой, более фундаментальной плоскости. Члены группы работают на уровне метаполитики... там, где находится коллективная ментальность и где формируется общественный консенсус».
Ален де Бенуа призывал к низвержению идей либеральной демократии посредством долгосрочной стратегии на уровне метаполитики. Однако несмотря на то, что новые правые выступают против либеральной демократии, они не отвергают демократию совсем и предлагают свой собственный вариант, который называют «органической демократией». Философ подчёркивал, что его движение в целом никогда не оказывало поддержки какой-либо конкретной политической партии, и цель его заключается в том, чтобы «занимать позицию наблюдателя...»: «мы анализируем общественную обстановку и подаём идеи, предоставляем теоретическую базу... но ничего сверх того».
Новые правые отвергают и эпоху модерна, и эпоху постмодерна. Также они считают неприемлемым капитализм в его глобальном виде и являются противниками либерализма. Вместо этого новые правые поддерживают регионализм, федерализм, социализм и демократию в местном масштабе. Они отвергают принцип равенства всех людей, заявляя, что люди не рождаются свободными и равными друг другу, общество же, по своей сущности, иерархично и должно оставаться таковым; также они подчёркивают значимость элит и их потребностей, удовлетворение которых, по мнению новых правых, является ключом к построению гармоничного общества, где каждый человек будет знать своё место и свою цель.

### Этноплюрализм
Новые правые подвергают критике идею о правах человека в её либеральной трактовке, и вместо этого выставляют на передний план права сообществ. Также новые правые враждебно относятся к мультикультурализму и смешению человеческих культур, а в мультикультурных обществах, по мнению представителей движения, осуществляется одна из форм политики «этноцида». Что же касается представителей национальных меньшинств, укоренившихся во Франции, то новые правые не требуют их массовой эмиграции из страны: вместо этого они предлагают их сепарацию внутри Франции, которая бы позволила им сохранить свою идентичность, не растворяясь в общей массе населения. Критики движения утверждают, что данный подход со стороны новых правых схож с идеологией фашистов и их стремлениями к расовой и культурной чистоте. Альберто Спекторовский утверждает, что взгляды новых правых относительно необходимости сохранения культурных различий и проведения сегрегации имеют собой цель препятствовать усилению позиций стран Третьего мира на мировой арене, призывая их к сохранению аграрного типа общества и отказу от индустриализации и в то же время позволяя европейским государствам сохранять своё более технологически продвинутое положение.
Новые правые отвергают глобальную капиталистическую систему и неограниченную свободу рынка, предлагая вместо них коммунитарную форму капитализма.
Также представителя движения утверждают, что христианское наследие, воспринято европейским обществом, породило дух эгалитаризма, позднее представший в секулярной форме в виде идеологий либерализма, социал-демократии и социализма. Христианский монотеизм, по их мнению, является носителем тоталитарного этоса, который находит своё выражение в стремлении западного общества к навязыванию своей ценностной системы прочим мировым культурам. Пьер Виаль писал: «тоталитаризм зародился четыре тысячи лет назад... произошло это в тот день, когда появился монотеизм. Идея о монотеизме подразумевает подчинение человека воле единого, вечного Бога». GRECE открыто придерживалась языческих симпатий и усматривала дохристианскую Европу в позитивном свете, считая её примером здорового общества, сохранявшего своё многообразие и веру во множество богов. Неприятие христианства со стороны новых правых породило также и их отказ от идей старых правых, ориентированных на католичество, а также идей англо-американских правых и их неолиберализма. Тем не менее новые правые с уважением относятся к вере прочих народов и считают, что они должны быть свободны в своей вере в единого Бога: «иудаизм является настоящей религией евреев, а ислам ― настоящей религией арабов; навязывать свои собственные культурные модели другим народом ― один из видов расистской практики, которую мы безусловно осуждаем».
Хотя новые правые и выступают в защиту Западной цивилизации, но в то же время выступают против практики вестернизации. Они негативно относились как к Советском Союзу, так и к США. Являются крайними антиамериканистами и подвергают критике в США то, что называют «гиперкапиталистическим духом».
Новые правые не являются антисемитами. В начале 1990-х Жорж Шарбонно объявил о том, что члены GRECE официально осуждают отрицание Холокоста. Однако один из учредителей группы, Жан-Код Валла, однажды заявил, что он лично доверяет исследованиям ревизионистов.

## За пределами Франции
В конце 1980-х идеи новых правых были обрели популярность в различных европейских странах: в первую очередь это были Бельгия, Германия, Испания и Италия. Работы Алена де Бенуа и Гийома Фая также были переведены на множество европейских языков, включая русский.
Объединения новых правых за пределами Франции существовали и существуют по сей день в виде различных политических партий и движений, как то Neue Rechte в Германии, New Right в Великобритании, Nieuw Rechts в Нидерландах, Forza Nuova в Италии, Imperium Europa на Мальте, Nova Hrvatska Desnica в Хорватии, Noua Dreapta в Румынии, а также Free Congress Foundation под руководством Пауля Вейриха в США.

## Критика
Новые правые обрели множество идеологических противников, хотя вместе с этим нашли для себя и союзников, подчас неожиданных. Многие либералы и социалисты заявляют, что новые правые недалеко ушли от своих предшественников, классических правых, и что также они должны быть подвергнуты остракизму. Однако вместе с тем, например, левый американский журнал Telos с энтузиазмом воспринял способность новых правых преодолеть сложившуюся парадигму деления на левых и правых. Движение часто критикуется как левыми, так и правыми. Для англо-американских правых неприемлемы их антизападные и антикапиталистические взгляды, а правые католики Франции критикуют представителей движения за их позитивное отношение к язычеству и неприятие христианства.